# Bulbophyllum serrulatum
Bulbophyllum serrulatum  (лат.) — вид однодольных растений рода Бульбофиллюм (Bulbophyllum) семейства Орхидные (Orchidaceae). Впервые описан немецким ботаником Рудольфом Шлехтером в 1905 году.
Синонимичное название — Diphyes serrulata (Schltr.) Szlach. & Rutk..

## Распространение, описание
Эндемик Папуа — Новой Гвинеи; распространён на Земле Кайзера Вильгельма. Типовой экземпляр собран у побережья реки Раму на острове Новая Гвинея.
Эпифитное растение; корневище с псевдобульбой. Цветки золотисто-жёлтые. Близок виду Bulbophyllum pseudoserrulatum J.J. Sm..